# Wójty Zamoście (gromada)
Wójty Zamoście – dawna gromada, czyli najmniejsza jednostka podziału terytorialnego Polskiej Rzeczypospolitej Ludowej w latach 1954–1972.
Gromady, z gromadzkimi radami narodowymi (GRN) jako organami władzy najniższego stopnia na wsi, funkcjonowały od reformy reorganizującej administrację wiejską przeprowadzonej jesienią 1954 do momentu ich zniesienia z dniem 1 stycznia 1973, tym samym wypierając organizację gminną w latach 1954–1972.
Gromadę Wójty Zamoście siedzibą GRN w mieście Płońsku (nie wchodzącym w jej skład) utworzono 31 grudnia 1959 w powiecie płońskim w woj. warszawskim w związku z przeniesieniem siedziby GRN gromady Strachówko ze Strachówka do Płońska i zmianą nazwy jednostki na gromada Wójty Zamoście; równocześnie do nowo utworzonej gromady Wójty Zamoście włączono obszary zniesionych gromad Skarżyn, Szerominek i Dalanówko (bez wsi Lisewo) oraz wsie Cieciórki, Koziminy Nowe, Koziminy Stare i Stachowo ze zniesionej gromady Milewo w tymże powiecie.
Wyżej wymieniona (wykreślona) zmiana nazwy gromady Strachówko na gromada Wójty Zamoście z siedzibą w Płońsku (z wtórującymi jej zmianami terytorialnymi) z mocą od 31 XII 1959 została jednakże retroaktywnie uchylona uchwałami z 25 lutego 1960 z mocą od 1 stycznia 1960, ostatecznie zmieniając nazwę gromady Strachówko na gromada Płońsk z siedzibą w Płońsku. W związku z tym, gromada o nazwie gromada Wójty Zamoście funkcjonowała de facto w terminie od 31 grudnia 1959 do 25 lutego 1960, lecz już de iure nie.